# Feketésbarna rigó
A feketésbarna rigó (Cataponera turdoides) a madarak osztályának verébalakúak (Passeriformes) rendjébe és a rigófélék (Turdidae) családjába tartozó Cataponera nem egyetlen faja.

## Rendszerezése
A fajt Ernst Hartert német ornitológus írta le 1896-ban.

## Alfajai
- Cataponera turdoides abditiva (Riley, 1918) - Celebesz középső része
- Cataponera turdoides tenebrosa (Stresemann, 1938) - Celebesz déli része
- Cataponera turdoides turdoides (Hartert, 1896) - Celebesz délnyugati része
- Cataponera turdoides heinrichi (Stresemann, 1938) - Celebesz délkeleti része  [2]

## Előfordulása
Indonézia területén honos, Celebesz szigetének endemikus faja. Természetes élőhelyei a szubtrópusi és trópusi hegyi esőerdők. Állandó, nem vonuló faj.

## Megjelenése
Átlagos testhossza 25 centiméter.

## Természetvédelmi helyzete
Az elterjedési területe elég nagy, egyedszáma ugyan csökken, de még nem éri el a kritikus szintet. A Természetvédelmi Világszövetség Vörös listáján nem fenyegetett fajként szerepel.